# Грос-Эзинген
Грос-Эзинген (нем. Groß Oesingen) — община в Германии, в земле Нижняя Саксония.
Входит в состав района Гифхорн. Подчиняется управлению Везендорф. Население составляет 1901 человек (на 31 декабря 2010 года). Занимает площадь 57,44 км².
Коммуна подразделяется на 5 сельских округов.
| Год  | Население |
| ---- | --------- |
| 1990 | 1510      |
| 1995 | 1743      |
| 2000 | 1926      |
| 2005 | 2020      |
| 2010 | 1915      |